# 都本基
都本基，（1947年—）蒙古族人，民革中央画院副院长，终身享受国务院政府特殊津贴，1970年毕业于鲁迅艺术学院，為徐悲鸿再传弟子，主要創作領域為书法、国画、篆刻、诗词。

## 人物经历
2008年 8月北京奥运会开幕式题写204个国家和地区入场式引导牌.
2015年
3月 出席在人民大会堂宾馆举行的中国社会书画院成立暨“爱心书屋”启动仪式，会上聘任为名誉院长、艺术顾问；
11月 为《CCTV体坛风云人物》题写主题："体育的力量"。
2017年12月，国画《壶口瀑布》入选义务教育教科书八年级语文下册.